# Mišnjak (ö i Kroatien)
Mišnjak är en ö i Kroatien.   Den ligger i länet Dubrovnik-Neretvas län, i den sydöstra delen av landet, 400 km söder om huvudstaden Zagreb.
Terrängen på Mišnjak är varierad. Öns högsta punkt är 8 meter över havet. 